# Eristalis compacta
Eristalis compacta is een vliegensoort uit de familie van de zweefvliegen (Syrphidae). De wetenschappelijke naam van de soort werd in 1849 gepubliceerd door Francis Walker.